# Alen Halilović
Alen Halilović (Dubrovnik, 18 juni 1996) is een Kroatisch voetballer die doorgaans als offensieve middenvelder speelt. Halilović debuteerde in 2013 op zestienjarige leeftijd in het Kroatisch voetbalelftal.
Halilović is een zoon van Sejad Halilović, die international voor Bosnië-Herzegovina en Kroatië was. Hij is een neef van voetballer Tibor Halilović.

## Clubcarrière

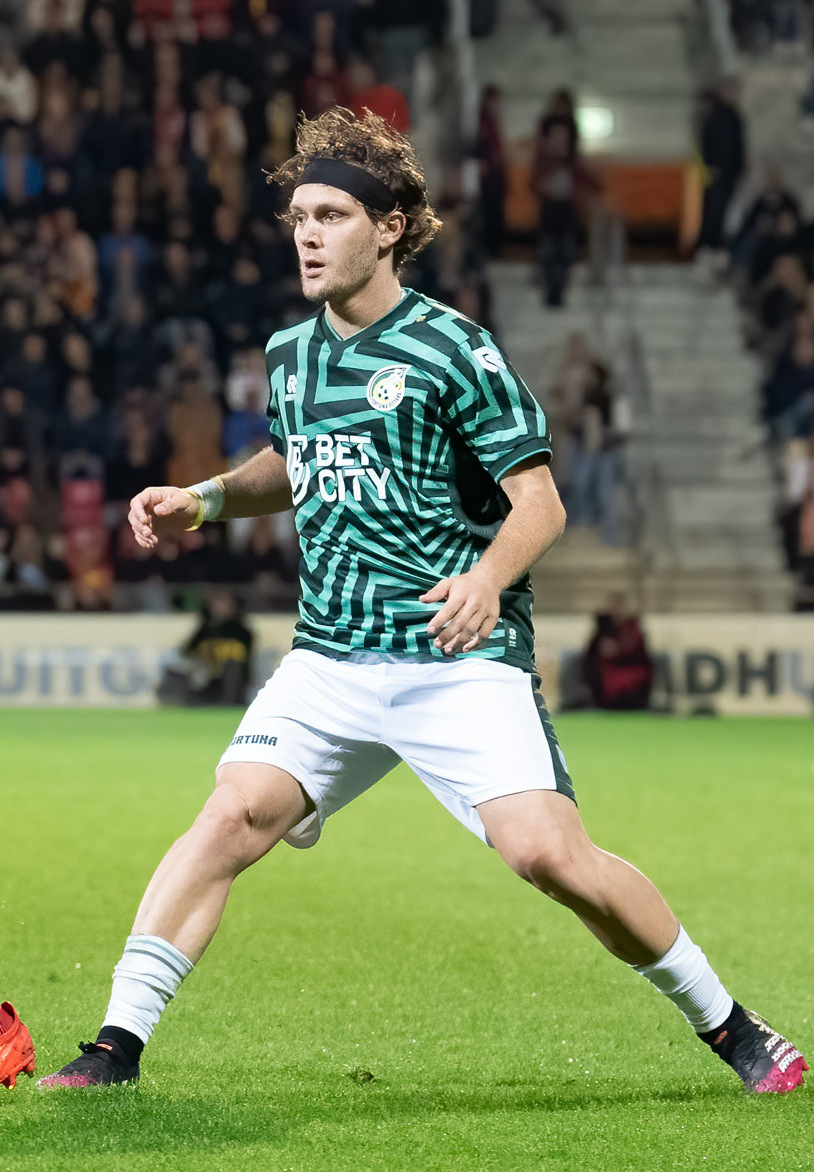
Halilović (2023)

### Dinamo Zagreb
Halilović komt uit de jeugdopleiding van Dinamo Zagreb. Hier tekende hij op 27 juni 2012 een profcontract. Hij debuteerde op 27 september 2012 in het eerste elftal van de club, tijdens een wedstrijd in de Prva HNL tegen Hajduk Split. Op dat moment was hij 16 jaar en 101 dagen oud. Dit maakte Halilović de jongste debutant bij Dinamo Zagreb ooit, tot Fran Brodić dit record verbrak in april 2013. Eén week na zijn debuut scoorde hij als invaller de 4-1 tegen Slaven Belupo. Daarmee werd hij de jongste doelpuntenmaker ooit in de Kroatische voetbalcompetitie. Hij was toen 16 jaar en 112 dagen oud. Het vorige record stond op naam van zijn oud-clubgenoot Mateo Kovačić.
Halilović viel op 24 oktober 2012 tijdens een wedstrijd in de Champions League tegen PSG in de blessuretijd in voor Mateo Kovačić. Daarmee werd hij de jongste speler ooit in de Champions League. Voetbalwebsite Goal.com noemde Halilović in augustus 2013 de beste voetballer ter wereld in zijn leeftijdscategorie, voor Zakaria Bakkali en David Henen. In het seizoen 2013/14 scoorde Halilović vijf keer in 26 wedstrijden, wedstrijden in de Europa League meegeteld. Hij maakte twee van die doelpunten tegen bekerwinnaar en behaler van de tweede plaats HNK Rijeka.

### FC Barcelona
Halilović tekende in 2014 een vijfjarig contract bij FC Barcelona, dat 2,2 miljoen euro voor hem betaalde. De club plaatste hem in eerste instantie in FC Barcelona B. Halilović debuteerde op 23 augustus 2014 voor FC Barcelona B in de Segunda División, tijdens een met 2-0 verloren wedstrijd tegen CA Osasuna. Hij speelde de volle negentig minuten. Halilović gaf in september 2014 een assist op Luis Alberto Suárez in een wedstrijd tegen Indonesië -19 . De wedstrijd eindigde in 2-0 voor FC Barcelona B.
In oktober speculeerden de Italiaanse en Spaanse media over een mogelijk vertrek van Halilović bij Barcelona. De Spanjaarden bevestigden aan de Spaanse media dat een bod in de zomer van 2014 op hem was afgeslagen. Door zijn verdiensten in de tweede selectie van de Catalaanse voetbalclub, nodigde trainer Luis Enrique Halilović een paar keer uit om trainingen van het eerste elftal bij te wonen. De Kroaat liep een blessure op tijdens een training in februari 2015. Halilović deelde een foto van zijn knieblessure op Instagram, wat de club niet op prijs stelde. Zijn knieblessure was de eerste blessure die hij opliep bij de Catalanen sinds zijn komst in juli 2014.

### Sporting de Gijón
FC Barcelona verhuurde Halilović in augustus 2015 aan Sporting de Gijón, dat in het voorgaande seizoen promoveerde naar de Primera División. De Kroatische middenvelder debuteerde voor Sporting de Gijón in een uitwedstrijd tegen Real Sociedad. In de tweede speelronde van de Primera División speelde Sporting de Gijón 0-0 tegen Real Sociedad. Zijn eerste goal viel in het Estadi Cornellà-El Prat in de zevende speelronde van de Spaanse competitie. Halilović scoorde tien minuten na het begin van het duel en werd ruim tien minuten voor het eindsignaal gewisseld. Sporting de Gijón won uiteindelijk met 1-2 van RCD Espanyol. Halilović kreeg voor de maand september de "Five Star Player" prijs van de supporters voor zijn verdiensten. De supporters van Sporting Gijón, de Sportinguistas, stemden via Twitter. Hij eindigde dat jaar met de club op de zeventiende plaats, één plek boven de degradatiestreep.

### Hamburger SV
Halilović tekende in juli 2016 een contract tot medio 2020 bij Hamburger SV, de nummer tien van de Bundesliga in het voorgaande seizoen. Dat betaalde circa €5.000.000,- voor hem aan Barcelona. De Spaanse club bedong daarbij een clausule waarmee het hem tot 2018 voor €10.000.000,- terug zou kunnen kopen. Halilović kwam in zijn eerste halfjaar tot zes competitiewedstrijden voor de Duitse club. Die verhuurde hem in januari 2017 vervolgens voor anderhalf seizoen aan UD Las Palmas, de nummer elf in de Primera División op dat moment.

### AC Milan en andere
Medio 2018 werd hij door AC Milan aangetrokken. Op 31 januari 2019 werd de Kroaat op huurbasis naar Luik gehaald. Op 2 september 2019 werd Halilović op huurbasis naar sc Heerenveen gehaald. In oktober 2020 werd zijn contract bij Milan ontbonden. Een maand later vervolgde hij zijn loopbaan bij Birmingham City dat uitkomt in de Football League Championship. Een jaar later speelde hij bij Reading FC in dezelfde competitie. Hierna keerde hij terug naar Kroatië en speelde een jaar bij HNK Rijeka. Bij Reading en Rijeka speelde hij niet veel wedstrijden.

### Fortuna Sittard
In de zomer van 2023 koos Halilovic om naar een club te gaan waar hij volop kon spelen en zich weer kon profileren. Het werd Fortuna Sittard, waar de middenvelder zich ontpopte tot smaakmaker, met mooie dribbels en passes. Hij kreeg al vlug na de komst de bijnaam Zitterd Wizard. Het afmaken van strafschoppen ging hem minder goed af. In maart 2025 liep Halilovic een enkelblessure op, waardoor hij de rest van het seizoen moest missen.

## Clubstatistieken
| Seizoen | Club             | Competitie         | Competitie | Competitie | Beker | Beker | Internationaal | Internationaal | Totaal | Totaal |
| Seizoen | Club             | Competitie         | Wed.       | Dlp.       | Wed.  | Dlp.  | Wed.           | Dlp.           | Wed.   | Dlp.   |
| ------- | ---------------- | ------------------ | ---------- | ---------- | ----- | ----- | -------------- | -------------- | ------ | ------ |
| 2012/13 | Dinamo Zagreb    | Prva HNL           | 18         | 2          | 0     | 0     | 3              | 0              | 21     | 2      |
| 2013/14 | Dinamo Zagreb    | Prva HNL           | 26         | 5          | 6     | 1     | 8              | 0              | 40     | 6      |
| 2014/15 | FC Barcelona B   | Segunda División A | 29         | 4          | —     | —     | —              | —              | 29     | 4      |
| 2014/15 | FC Barcelona     | Primera División   | 0          | 0          | 1     | 0     | —              | —              | 1      | 0      |
| 2015/16 | → Sporting Gijón | Primera División   | 36         | 3          | 1     | 2     | —              | —              | 37     | 5      |
| 2016/17 | Hamburger SV     | Bundesliga         | 6          | 0          | 1     | 1     | —              | —              | 7      | 1      |
| 2016/17 | → Las Palmas     | Primera División   | 18         | 0          | 0     | 0     | —              | —              | 18     | 0      |
| 2017/18 | → Las Palmas     | Primera División   | 20         | 2          | 1     | 0     | —              | —              | 21     | 2      |
| 2018/19 | AC Milan         | Serie A            | 0          | 0          | 0     | 0     | 3              | 0              | 3      | 0      |
| 2018/19 | → Standard Luik  | Eerste klasse A    | 14         | 0          | 0     | 0     | —              | —              | 14     | 0      |
| 2019/20 | → sc Heerenveen  | Eredivisie         | 17         | 1          | 3     | 0     | —              | —              | 20     | 1      |
| 2020/21 | Birmingham City  | Championship       | 17         | 1          | 0     | 0     | —              | —              | 17     | 1      |
| 2021/22 | Reading          | Championship       | 11         | 1          | 1     | 0     | —              | —              | 12     | 1      |
| 2022/23 | HNK Rijeka       | Prva HNL           | 8          | 1          | 1     | 0     | 2              | 0              | 11     | 1      |
| 2023/24 | Fortuna Sittard  | Eredivisie         | 31         | 4          | 3     | 1     | —              | —              | 34     | 5      |
| 2024/25 | Fortuna Sittard  | Eredivisie         | 16         | 2          | 1     | 0     | —              | —              | 17     | 2      |
| Totaal  | Totaal           | Totaal             | 267        | 26         | 19    | 4     | 16             | 0              | 302    | 30     |

## Interlandcarrière
Alen Halilović kwam reeds uit voor diverse Kroatische jeugdelftallen. Hij was actief bij Kroatië -17, waarvoor hij 2 doelpunten scoorde in 10 wedstrijden. Bondscoach Igor Štimac maakte in mei 2013 bekend dat Halilović een oproep zou krijgen voor de A-selectie van Kroatië in de WK-kwalificatiewedstrijd tegen Schotland. Op 10 juni 2013 debuteerde hij op 16-jarige leeftijd als Kroatisch international in de oefeninterland tegen Portugal. Hij werd opgeroepen in mei 2015 door de Kroatische bondscoach voor de vriendschappelijke wedstrijd tegen Gibraltar en de EK-kwalificatiewedstrijd tegen Italië op respectievelijk 7 juni en 12 juni 2015. In augustus 2015 werd de Kroaat opgeroepen door trainer Nenad Gračan voor Jong Kroatië voor de eerste kwalificatiewedstrijden tegen Jong Georgië en Jong Estland in september 2015. In maart 2016 werd Halilović opnieuw opgenomen in de A-selectie. Halilović werd niet opgenomen in de definitieve selectie van Kroatië voor het Europees kampioenschap in Frankrijk.
Internationale wedstrijden
| №                                 | Datum                            | Wedstrijd                        | Uitslag                          | Competitie                       | Goals                            |
| Als speler van GNK Dinamo Zagreb  | Als speler van GNK Dinamo Zagreb | Als speler van GNK Dinamo Zagreb | Als speler van GNK Dinamo Zagreb | Als speler van GNK Dinamo Zagreb | Als speler van GNK Dinamo Zagreb |
| --------------------------------- | -------------------------------- | -------------------------------- | -------------------------------- | -------------------------------- | -------------------------------- |
| 1.                                | 10 juni 2013                     | Kroatië – Portugal               | 0 – 1                            | Vriendschappelijk                | 0                                |
| 2.                                | 14 augustus 2013                 | Liechtenstein – Kroatië          | 2 – 3                            | Vriendschappelijk                | 0                                |
| 3.                                | 10 september 2013                | Zuid-Korea – Kroatië             | 1 – 2                            | Vriendschappelijk                | 0                                |
| Als speler van FC Barcelona B     |                                  |                                  |                                  |                                  |                                  |
| 4.                                | 4 september 2014                 | Kroatië – Cyprus                 | 2 – 0                            | Vriendschappelijk                | 0                                |
| 5.                                | 9 september 2014                 | Kroatië – Malta                  | 2 – 0                            | WK-kwalificatie 2016             | 0                                |
| 6.                                | 13 oktober 2014                  | Kroatië – Azerbeidzjan           | 6 – 0                            | WK-kwalificatie 2016             | 0                                |
| 7.                                | 12 november 2014                 | Argentinië – Kroatië             | 2 – 1                            | Vriendschappelijk                | 0                                |
| Als speler van Sporting de Gijón  |                                  |                                  |                                  |                                  |                                  |
| 8.                                | 23 maart 2016                    | Kroatië – Israël                 | 2 – 0                            | Vriendschappelijk                | 0                                |
| 9.                                | 27 mei 2016                      | Kroatië – Moldavië               | 1 – 0                            | Vriendschappelijk                | 0                                |
| Totaal                            | Totaal                           | Totaal                           | Totaal                           | Totaal                           | 0                                |
| Laatst bijgewerkt op 7 juni 2016. |                                  |                                  |                                  |                                  |                                  |

## Erelijst
| Competitie          |               |                  |               |               |
| Competitie          | Aantal        | Jaren            |               |               |
| Dinamo Zagreb       | Dinamo Zagreb | Dinamo Zagreb    | Dinamo Zagreb | Dinamo Zagreb |
| ------------------- | ------------- | ---------------- | ------------- | ------------- |
| Kampioen Prva HNL   | 2x            | 2012/13, 2013/14 |               |               |
| Kroatische Supercup | 1x            | 2013             |               |               |
| FC Barcelona        |               |                  |               |               |
| Copa del Rey        | 1x            | 2014/15          |               |               |